# Atalaya del Cañavate
Atalaya del Cañavate ist eine Gemeinde (Municipio) und ein Dorf mit 98 Einwohnern (Stand: 2024) in der Provinz Cuenca in der Autonomen Region Kastilien-La Mancha. 

## Lage
Atalaya del Cañavate liegt etwa 66 Kilometer südsüdwestlich von Cuenca in einer Höhe von ca. 890 m. In der Gemeinde befindet sich das Autobahnkreuz der Autovía A-3 mit der Autovía A-31 und Autovía A-43. 

## Bevölkerungsentwicklung
| 1970 | 1981 | 1991 | 2001 | 2011 | 2021 |
| ---- | ---- | ---- | ---- | ---- | ---- |
| 283  | 180  | 141  | 139  | 138  | 104  |

## Sehenswürdigkeiten

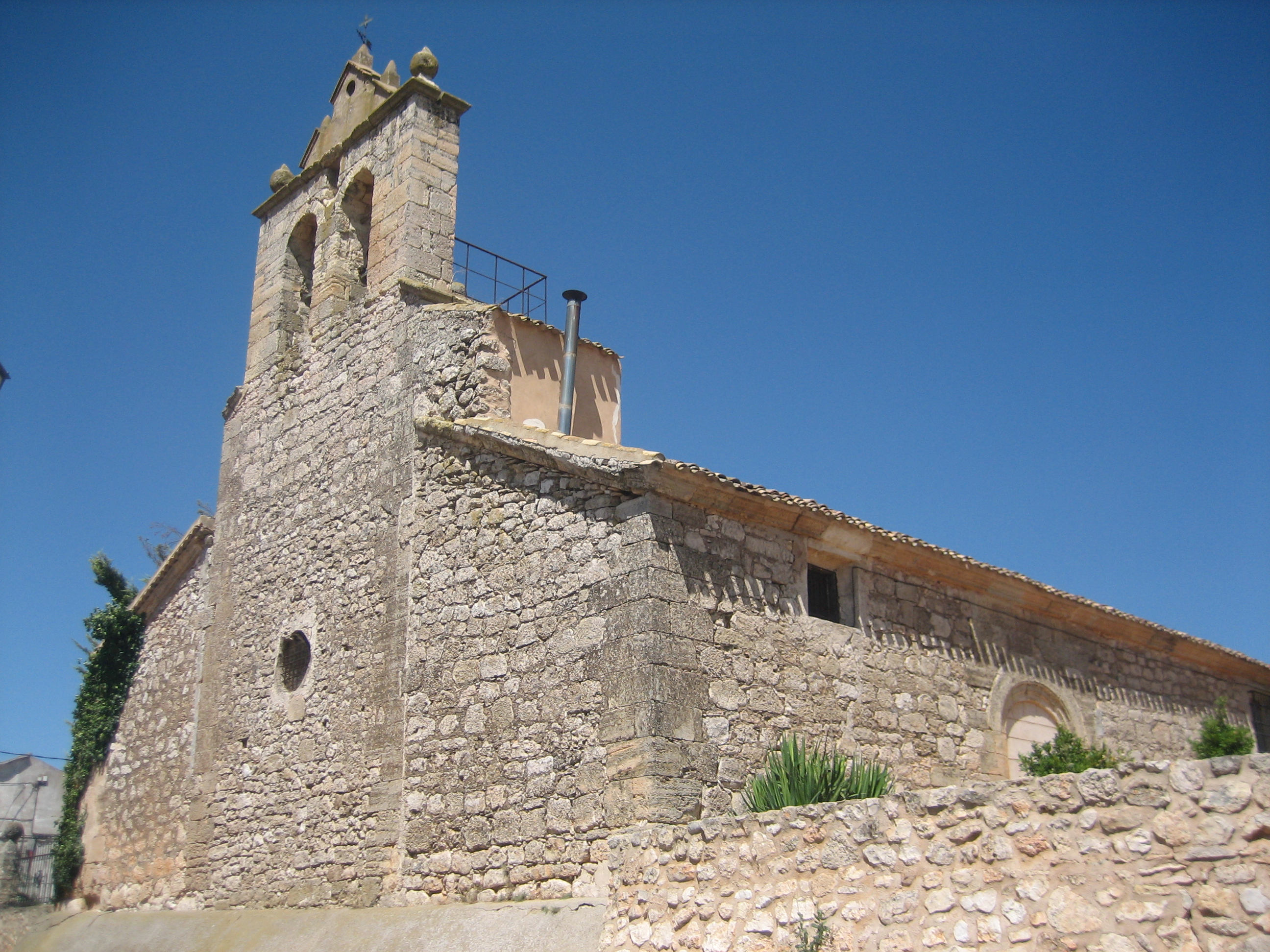
Kirche Mariä Himmelfahrt
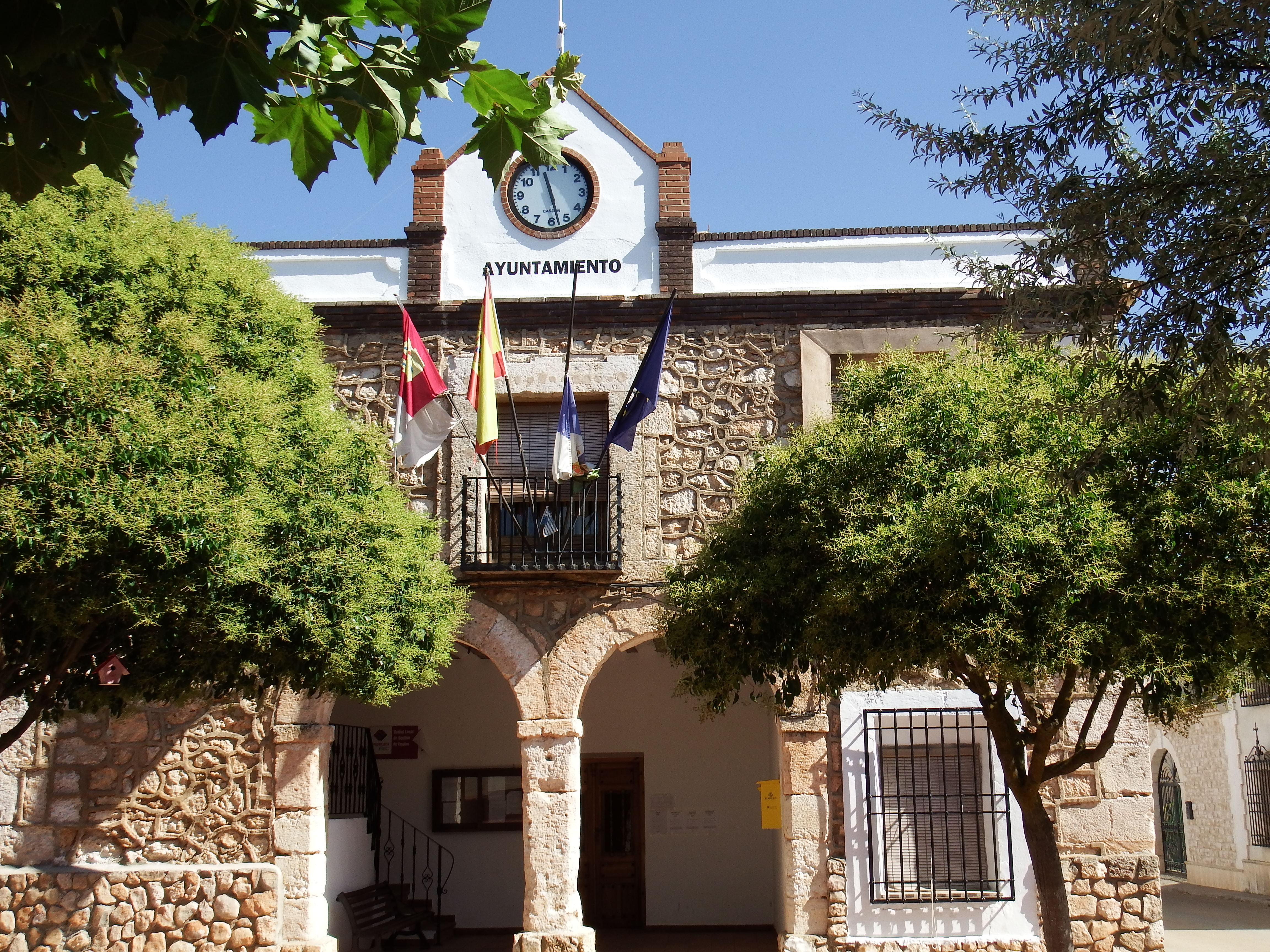
Rathaus

- Kirche Mariä Himmelfahrt
- Rathaus